# رینولتیتسه
رینولتیتسه (به لاتین: Rynoltice) یک منطقهٔ مسکونی در جمهوری چک است که در ناحیه لیبرتس واقع شده‌است. رینولتیتسه ۱۷٫۷۱ کیلومتر مربع مساحت و ۷۷۶ نفر جمعیت دارد و ۳۴۰ متر بالاتر از سطح دریا واقع شده‌است.